# سيلك لابو

سيلك لابو (بالإنجليزية: SILK LABO)‏ (باليابانية: シルクラボ) ستديو إنتاج أفلام اباحية ياباني، اسستهُ الممثلة تشي سوغاوارا في عام 2009.

## روابط أضافية
- الموقع الرسمي
- مدونة سيلك لابو الرسمية  (جوال)